# Novoceboksarsk
Novoceboksarsk (în rusă Новочебоксарск) este un oraș din Republica Ciuvașia, Federația Rusă, cu o populație de 125.857 locuitori.

## Orașe înfrățite
- Žatec, Cehia
- Klimovsk, Rusia
- Sterlitamak, Rusia

[[Categorie:
]]